# المستشفى الميداني الأردني (غزة)
المستشفى الميداني الأردني في مدينة غزة مستشفى عسكري أردني تملكه الخدمات الطبية الملكية في الجيش الأردني. تأسس في 26 يناير 2009 ويقع مقره في حي تل الهوى في مدينة غزة تبلغ قدرته السريرية 40 سريرًا.

## التاريخ
شنت إسرائيل حربًا على قطاع غزة في ديسمبر 2008 وامتدت إلى يناير 2009.
نتيجةً للحرب جهز الأردن المستشفى ليقدم خدمات طبية وعلاجية طارئة لازمة للشعب الفلسطيني في قطاع غزة. تكون المستشفى من 30 قاطرة وحافلة ويضم غرفتي عمليات كبرى وصغرى.

### 2023
خلال معركة طوفان الأقصى التي بدأت في 7 أكتوبر 2023، ذكر قائد البعثة رقم 76 للمستشفى الميداني الأردني العقيد ركن ثائر الخطيب أن المستشفى لديه مولدات طاقة وأنظمة طاقة شمسية في حال قطع الكهرباء عن قطاع غزة.
في 14 أكتوبر 2023، ذكرت وكالة عمون الإخبارية الأردنية بصدور قرار رسمي أردني بإجلاء طاقم المستشفى من غزة والبالغ عددهم والفرق المساندة حوالي 182 موظف إلى أقرب نقطة ممكنة خارج قطاع غزة، حتى يتمكن من العودة في أقرب وقت عند توفر ظروف ملائمة، حيث رفضت إسرائيل إعطاء ضمانات بحفظ سلامة المستشفى والعاملين فيه. أتاح المستشفى للجانب الفلسطيني استخدامه بطواقم فلسطينية.
كما ذكرت قناة المملكة الأردنية أن المستشفى خرج عن الخدمة بشكل تام نتيجة القصف الإسرائيلي لمحيط المستشفى، وأن الأضرار التي لحقت بالمنطقة المحيطة قطعت الطرق المؤدية إليه.
قال المتحدث باسم وزارة الصحة الفلسطينية في غزة د. أشرف القدرة: «نطالب الزملاء الأشقاء في المستشفى الميداني الأردني عدم مغادرة غزة وعدم التخلي عن دورهم المشرف والكبير» وأضاف: «إن مستشفيات قطاع غزة بحاجة ماسة لكل كادر صحي ولكل سرير و لكل حبة دواء ولكل غرفة عمليات ولكل خدمة صحية في هذا الوقت الحرج».
لاحقًا قال رئيس حكومة الأردن بشر الخصاونة: «المستشفى الأردني الميداني في غزة باق وسيواصل تقديم خدماته».
في 16 أكتوبر 2023، ذكر قائد المستشفى ثائر الخطيب إن الأردن يفكر بنقل المستشفى لموقع آخر أكثر أمانًا وسهل لوصول السكان إليه.
وفي 15 نوفمبر 2023 أعلن الجيش الأردني أن سبعة من كوادر المستشفى الميداني الأردني في غزة جرحوا على مدخل قسم الطوارئ خلال قصف إسرائيلي.
وفي 11 فبراير 2024، قالت قناة المملكة المملوكة للدولة في الأردن إن العاهل الأردني الملك عبد الله شارك في عملية إنزال جوي لتقديم المساعدات لقطاع غزة.